# Diospyros hexamera
Diospyros hexamera är en tvåhjärtbladig växtart som beskrevs av Cheng Yih Wu. Diospyros hexamera ingår i släktet Diospyros och familjen Ebenaceae. Inga underarter finns listade i Catalogue of Life.